# Sotto a chi tocca
Sotto a chi tocca è stato un programma televisivo italiano andato in onda in prima serata su Canale 5 nelle estati del 1996 e del 1997. Era condotto da Pippo Franco e Pamela Prati.

## Il programma
La trasmissione è andata in onda per due edizioni, nelle estati 1996 e 1997, il sabato sera su Canale 5, ed era condotta da Pippo Franco e Pamela Prati. Il programma ideato da Gigi Reggi, era scritto con Adriano Bonfanti, e prodotto da Marco Campione. Ai testi collaborarono Paolino Orsini e Fabrizio Testini. 
La prima edizione, della durata di 11 puntate, è andata in onda dal 29 giugno al 7 settembre 1996, mentre la seconda edizione di 9 puntate è andata in onda dal 5 luglio al 13 settembre 1997.
Nel cast della trasmissione erano presenti anche Zuzzurro e Gaspare, Maurizio Mattioli, Mauro Di Francesco, Valentina Persia, Lia Cellamare, Isaac George, Franco Guzzo e Mario Maselli, che si esibivano in sketch comici e barzellette (la Cellamare veniva direttamente da una precedente edizione di La sai l'ultima?).
In questa trasmissione si rivelarono gli imitatori Gabriella Germani, Pino Guerrera ed il tenore Terige Sirolli.
Venne realizzata anche una speciale puntata, in onda il 31 dicembre, dal titolo Sotto a chi tocca... a Capodanno.
La prima edizione è stata replicata su Mediaset Extra dal 10 agosto 2014 e per tutte le successive domeniche. Un'ulteriore replica è stata trasmessa sullo stesso canale quotidianamente dal 7 aprile 2017.

### Il contenuto
Il programma era una gara tra diverse regioni italiane, che si sfidavano nei vari ambiti dello spettacolo. Ogni squadra era infatti composta da un imitatore o barzellettiere, una showgirl, un ballerino, un cantante lirico, un tiratore con l'arco o un giocatore di biliardo e un giocatore Jolly. Il pubblico in studio e da casa aveva il compito di selezionare la squadra più brava nelle varie discipline.
Le prove erano intervallate da esibizioni di danza di Pamela Prati e dai numerosi sketch comici dei cabarettisti presenti nel cast.

### Ospiti presenti nella prima edizione (1996)
- Prima puntata: Iva Zanicchi (Emilia-Romagna) vs Marisa Laurito (Campania).
- Seconda puntata: (Sicilia) vs (Lombardia)
- Terza puntata: Luana Colussi (Friuli-Venezia Giulia) vs Albano Carrisi (Puglia).
- Quarta puntata: Enrica Bonaccorti (Liguria) vs Tony Binarelli (Abruzzo).
- Quinta puntata: Alberto Castagna (Toscana) vs Carmen Di Pietro (Basilicata)
- Sesta puntata: Marco Albarello (Valle d'Aosta) vs Martufello (Lazio).
- Settima puntata: Donatella Rettore (Veneto) vs Jimmy Fontana (Marche).
- Ottava puntata: Mino Reitano (Calabria) vs Francesco Moser (Trentino-Alto Adige).
- Nona puntata: Paola Barale (Piemonte) vs Fred Bongusto (Molise).
- Decima puntata: Giorgio Bracardi (Umbria) vs Ombretta Colli (Sardegna).
- Undicesima puntata: Gigi Sabani, Heather Parisi e Brigitte Nielsen.

## Puntate ed ascolti TV
| Puntata | Prima Visione TV | Telespettatori | Share  |
| ------- | ---------------- | -------------- | ------ |
| 1^      | 29 giugno 1996   | 4 349 000      | 26,56% |
| 2^      | 6 luglio 1996    |                |        |
| 3^      | 13 luglio 1996   |                |        |
| 4^      | 20 luglio 1996   | 3 409 000      | 22,75% |
| 5^      | 27 luglio 1996   |                |        |
| 6^      | 3 agosto 1996    | 3 138 000      | 22,87% |
| 7^      | 10 agosto 1996   |                |        |
| 8^      | 17 agosto 1996   |                |        |
| 9^      | 24 agosto 1996   |                |        |
| 10^     | 31 agosto 1996   |                |        |
| 11^     | 7 settembre 1996 |                |        |

| Puntata  | Prima Visione TV  | Telespettatori | Share |
| -------- | ----------------- | -------------- | ----- |
| 1^ (12^) | 5 luglio 1997     |                |       |
| 2^ (13^) | 12 luglio 1997    |                |       |
| 3^ (14^) | 19 luglio 1997    |                |       |
| 4^ (15^) | 26 luglio 1997    |                |       |
| 5^ (16^) | 2 agosto 1997     |                |       |
| 6^ (17^) | 9 agosto 1997     |                |       |
| 7^ (18^) | 16 agosto 1997    |                |       |
| 8^ (19^) | 23 agosto 1997    |                |       |
| 9^ (20^) | 13 settembre 1997 |                |       |

Nelle giornate di sabato 30 agosto 1997 e di sabato 6 settembre 1997 il programma televisivo non è stato mandato in onda per lasciare gli spazi ai film Uno sceriffo extraterrestre... poco extra e molto terrestre e Pari e dispari.